# Peter Pöppelmann

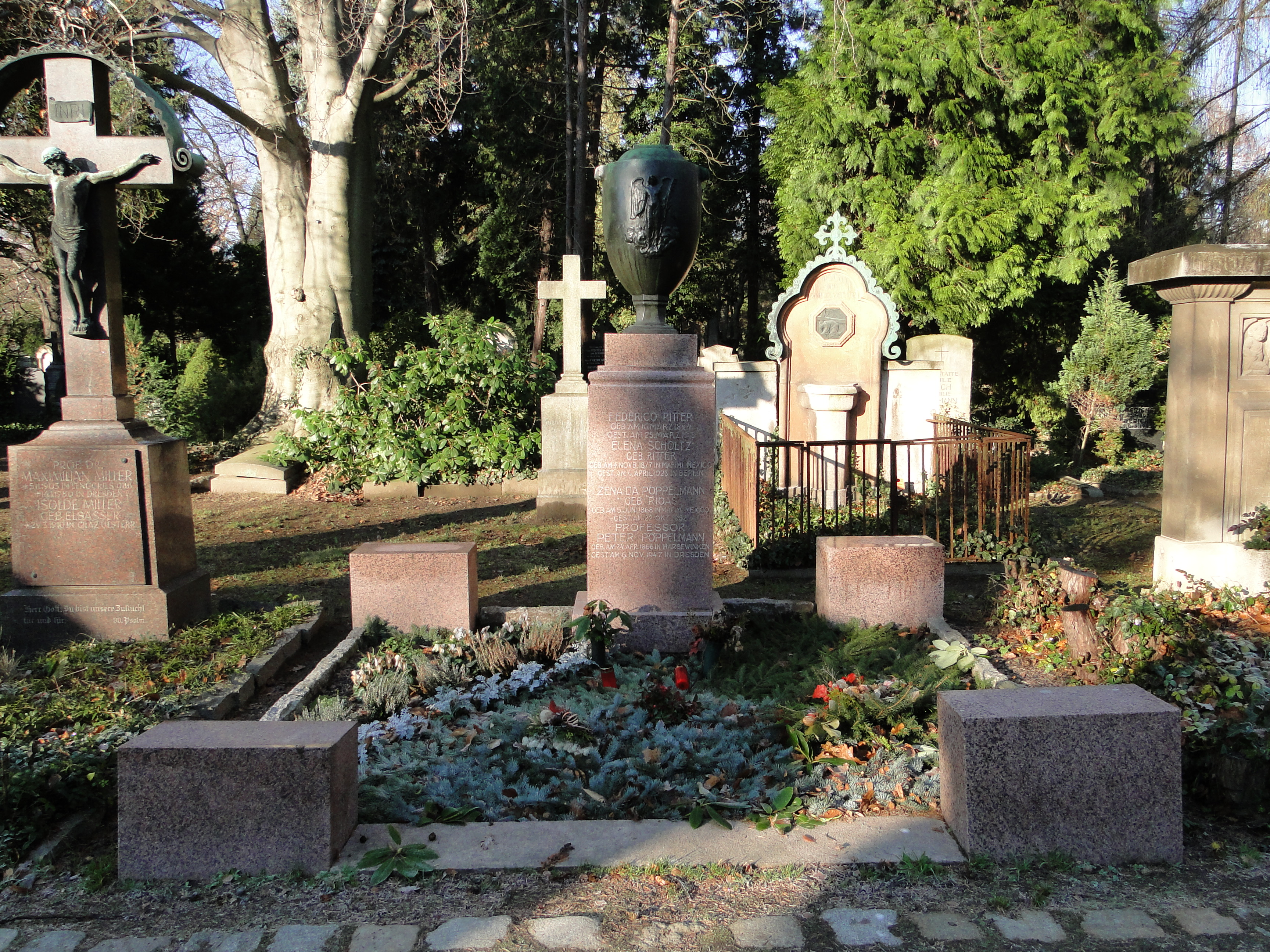
Peter Pöppelmanns grav på Johannisfriedhof i Dresden.

Peter Pöppelmann, född den 24 april 1866 i Harsewinkel i Westfalen, död den 6 november 1947 i Dresden, var en tysk skulptör.
Pöppelmann, som var autodidakt, var verksam i Dresden. Han utförde altar-, grav- och portalskulptur, porträtt, små bronser, statyer och grupper, bland annat Våren (1897), Moder och barn (1899), Lekande flickor (1900, nationalgalleriet i Berlin), Barngrupp (1904, Albertinum i Dresden). 